# Mary McGuckian
Mary McGuckian (27 de mayo de 1963) es una directora de cine, productora y guionista de norirlandesa.

## Primeros años
Nació y creció en Irlanda del Norte. Completó su educación en la República de Irlanda en el Trinity College de Dublín, donde se graduó en ingeniería. En la universidad, entró en los círculos de teatro universitario, actuando, produciendo y dirigiendo varias obras.

## Carrera
Asistió como alumna libre a diversos cursos de postgrado de literatura, teatro, drama y dirección en Londres, París e Italia. 
De vuelta a Irlanda, continuó su trabajo como actriz y guionista, y acabó llamando la atención de varios productores en la emergente industria del cine irlandés de los 1990s, pero decidió montar su propia compañía, Pembridge Productions, para desarrollar y producir varios proyectos.

## Filmografía[1]

### Como directora
- 2011 - The Novelist
- 2011 - Man on the Train
- 2009 - The Making of Plus One
- 2008 - Inconceivable
- 2007 - Intervention
- 2005 - Rag Tale
- 2004 - The Bridge of San Luis Rey
- 1999 - Best
- 1996 - This Is the Sea
- 1995 - Words Upon the Window Pane

### Guionista
- 2011 - The Novelist
- 2011 - Man on the Train
- 2009 - Making of Plus One
- 2008 - Inconceivable
- 2007 - Intervention
- 2005 - Rag Tale
- 2004 - The Bridge of San Luis Rey
- 1999 - Best
- 1996 - This Is the Sea
- 1995 - Words Upon the Windowpane

### Productora
- 2011 - The Novelist
- 2011 - Man on the Train
- 2009 - Making of Plus One
- 2008 - Inconceivable
- 2007 - Intervention
- 2005 - Ragtale
- 2004 - The Bridge of San Luis Rey
- 1999 - Best
- 1996 - This Is the Sea
- 1995 - Words Upon the Windowpane

### Actriz
- 2000 - Best - (as Norma Charlton)
- 1997 - This Is the Sea - (as Cathy)
- 1990 - After Midnight - ' (as Pianist)